# Eupithecia demnotat
Eupithecia demnotat là một loài bướm đêm trong họ Geometridae.